# Nekrolog 3. Quartal 1952
Nekrolog
◄◄
| ◄
| 1948
| 1949
| 1950
| 1951
| 1952 | 1953 | 1954 | 1955 | 1956 | ► | ►►
1. Quartal |
2. Quartal |
3. Quartal |
4. Quartal 1952
Weitere Ereignisse | Allgemeiner Nekrolog 1952
Die Beschreibung der verstorbenen Person sollte so kurz wie möglich gehalten sein und nur deren signifikante Tätigkeit(en) enthalten.
Neue Namen ggf. auch unter dem Geburts- und Sterbedatum, also etwa unter 1. Januar und im Geburts- und Sterbejahr (2024) eintragen (nur bei entsprechender großer Wichtigkeit). Für Beispiele siehe die schon vorhandenen Artikel.
Außerdem über die fünf zuletzt Verstorbenen, zu denen es einen ausreichend guten Artikel für eine Präsentation auf der Hauptseite gibt, nach der todesbedingten Überarbeitung der Artikel ggf. auch unter Wikipedia Diskussion:Hauptseite informieren und sie am besten auch in den anderen Wikipedia-Sprachversionen eintragen. Tipp: Regelmäßig bei news.google.de nach „ist tot“, „gestorben“ oder „verstorben“ suchen.
Wenn eine Person gestorben ist, gibt es viele Seiten zu dieser Person in der Wikipedia, die davon auch betroffen sind und entsprechend aktualisiert werden müssen. Beispiele: Namenübersichtsseite, Geburtsjahr, Geburtsort-Seiten und viele mehr.
Wie finde ich die betroffenen Seiten?
Im Suchfeld auf der linken Seite gibt man den Suchbegriff so ein: „Vorname Nachname“. Dann klickt man auf Volltext und alle Seiten mit entsprechendem Suchtext werden aufgerufen. Hier sieht man dann schnell, wo auch das Todesjahr Sinn macht oder sogar ein Teil des Artikels angepasst werden muss. Auch hilft das „Werkzeug“ auf der linken Seite sehr gut, um solche Seiten aufzufinden: „Links auf diese Seite“. Somit ist die Wikipedia wieder aktuell in allen Bereichen! Hinweis: bei Eintragung der Kategorie „Gestorben JAHR“ wird der Missbrauchsfilter 49 ausgelöst, was jedoch nicht schlimm ist. Siehe: Spezial:Missbrauchsfilter/49
Dies ist eine Liste von im dritten Quartal 1952 verstorbenen bekannten Persönlichkeiten. Die Einträge erfolgen innerhalb der einzelnen Daten alphabetisch sortiert. Tiere sind im Nekrolog für Tiere zu finden.

## Juli
| Tag      | Name                                | Beruf, bekannt als                                                               | Alter | Beleg |
| -------- | ----------------------------------- | -------------------------------------------------------------------------------- | ----- | ----- |
| 1. Juli  | Johann Paul Arnold                  | deutscher Aquarianer                                                             | 82    |       |
| 1. Juli  | Ernst Brandenburg                   | deutscher Offizier und Ministerialbeamter                                        | 69    |       |
| 1. Juli  | Clare G. Fenerty                    | US-amerikanischer Politiker                                                      | 56    |       |
| 1. Juli  | Abraham Simon Wolf Rosenbach        | US-amerikanischer Buchantiquar und Bibliophiler                                  | 75    |       |
| 1. Juli  | Natalie Schultheiss                 | österreichisch-deutsche Malerin                                                  | 86    |       |
| 1. Juli  | Frána Šrámek                        | tschechischer Dichter, Schriftsteller und Dramatiker                             | 75    |       |
| 2. Juli  | Henriëtte Bosmans                   | niederländische Komponistin                                                      | 56    |       |
| 2. Juli  | Frank Welsman                       | kanadischer Dirigent, Musikpädagoge und Pianist                                  | 78    |       |
| 3. Juli  | Kurt Graßhoff                       | deutscher Marineoffizier, zuletzt Konteradmiral                                  | 83    |       |
| 3. Juli  | Raymond Pech                        | französischer Komponist                                                          | 76    |       |
| 3. Juli  | Gabriel Piguet                      | französischer Geistlicher, römisch-katholischer Bischof von Clermont, NS-Gegner  | 65    |       |
| 3. Juli  | Wilhelm Schmidtbonn                 | deutscher Schriftsteller                                                         | 76    |       |
| 3. Juli  | Alice F. Whyte                      | neuseeländische Malerin und Aquarellistin                                        |       |       |
| 3. Juli  | Daniel Zamudio                      | kolumbianischer Komponist und Musikwissenschaftler                               | 66    |       |
| 4. Juli  | Arthur Allgeier                     | deutscher Theologe                                                               | 69    |       |
| 4. Juli  | Jan Kucharzewski                    | polnischer Ministerpräsident und Historiker                                      | 76    |       |
| 4. Juli  | Walter Long                         | US-amerikanischer Schauspieler                                                   | 73    |       |
| 4. Juli  | Günter Malkowski                    | deutscher Dissident                                                              | 25    |       |
| 4. Juli  | Paul Marx                           | deutscher Bankier                                                                | 64    |       |
| 4. Juli  | Marie Munzinger                     | Schweizer Pädagogin                                                              | 67    |       |
| 4. Juli  | Karl Platen                         | deutscher Schauspieler                                                           | 75    |       |
| 4. Juli  | Franz Riel                          | österreichischer Politiker (ÖVP), Landtagsabgeordneter                           | 56    |       |
| 4. Juli  | Wayland Rudd                        | sowjetisch-amerikanischer Schauspieler                                           |       |       |
| 5. Juli  | Karl Flößer                         | deutscher Gewerkschafter und Politiker                                           | 73    |       |
| 5. Juli  | Renato Simoni                       | italienischer Dramatiker, Kritiker, Journalist, Regisseur und Librettist         | 76    |       |
| 5. Juli  | Alison Skipworth                    | britische Schauspielerin                                                         | 88    |       |
| 6. Juli  | John Gluck                          | deutscher Widerstandskämpfer gegen den Nationalsozialismus                       | 46    |       |
| 6. Juli  | Felix Huch                          | deutscher Schriftsteller                                                         | 71    |       |
| 6. Juli  | Louis-Alexandre Taschereau          | kanadischer Politiker, Premierminister von Québec                                | 85    |       |
| 6. Juli  | Gertrud Wolle                       | deutsche Schauspielerin                                                          | 61    |       |
| 7. Juli  | David David-Weill                   | Bankier, Kunstsammler und Mäzen                                                  | 80    |       |
| 07. Juli | Anders Johnsson                     | schwedischer Sportschütze                                                        | 61    |       |
| 7. Juli  | Frank Kugler                        | deutscher Sportler, Olympiamedaillengewinner                                     | 73    |       |
| 7. Juli  | André Pisart                        | belgischer Automobilrennfahrer und Journalist                                    | 54    |       |
| 7. Juli  | Leo Planiscig                       | österreichischer Kunsthistoriker                                                 | 64    |       |
| 7. Juli  | Carl Oskar Ursinus                  | deutscher Tiefbauingenieur und Luftfahrtpionier                                  | 74    |       |
| 8. Juli  | August Alle                         | estnischer Schriftsteller                                                        | 61    |       |
| 8. Juli  | Medea Figner                        | russische Opernsängerin (Mezzosopran und Sopran) italienischer Herkunft          | 93    |       |
| 8. Juli  | Karl Jakob Hirsch                   | deutscher Künstler und Schriftsteller                                            | 59    |       |
| 8. Juli  | Gordon Hollingshead                 | US-amerikanischer Filmproduzent und Regieassistent                               | 60    |       |
| 8. Juli  | Maxim Sakaschansky                  | Kabarettist                                                                      | 67    |       |
| 9. Juli  | Max Clarenbach                      | deutscher Maler der Düsseldorfer Malerschule                                     | 72    |       |
| 9. Juli  | Gustav Hasler                       | Schweizer Techniker und Industrieller                                            | 74    |       |
| 9. Juli  | Thomas Francis Markham              | US-amerikanischer Geistlicher, Weihbischof in Boston                             | 61    |       |
| 9. Juli  | Giorgio Pasquali                    | italienischer Altphilologe                                                       | 67    |       |
| 10. Juli | Ferdinand Cavallar von Grabensprung | österreichisch-böhmischer Offizier und Flugpionier                               | 66    |       |
| 10. Juli | Otto Hartmann                       | deutscher Offizier, zuletzt General der Artillerie im Zweiten Weltkrieg          | 67    |       |
| 10. Juli | Rued Langgaard                      | dänischer Komponist und Organist                                                 | 58    |       |
| 10. Juli | Eugen Gustav Steinhof               | österreichischer Architekt, Maler, Bildhauer und Rektor                          | 71    |       |
| 10. Juli | Eduard Sturm                        | deutscher Bühnenbildner                                                          | 67    |       |
| 11. Juli | Valeriu Traian Frențiu              | rumänischer Priester, Bischof von Großwardein, Bischof von Lugoj                 | 76    |       |
| 11. Juli | Paul Spadoni                        | deutscher Varietékünstler, Kraftakrobat und Künstleragent                        | 81    |       |
| 11. Juli | Fortunat Strowski                   | französischer Romanist und Literaturwissenschaftler                              | 86    |       |
| 12. Juli | Enrico Besta                        | italienischer Rechts- und Wirtschaftshistoriker                                  | 78    |       |
| 12. Juli | Władysław Konopczyński              | polnischer Historiker, Professor der Jagiellonen-Universität, Mitglied des Sejm  | 71    |       |
| 12. Juli | Oswald Völkel                       | deutscher Maler und Freskant                                                     | 79    |       |
| 13. Juli | Marie Equi                          | US-amerikanische Ärztin und Frauenrechtlerin                                     | 80    |       |
| 13. Juli | Salomon Grumbach                    | deutsch-französischer Politiker, Mitglied der Nationalversammlung und Journalist | 68    |       |
| 13. Juli | Elieser Kaplan                      | israelischer Politiker                                                           |       |       |
| 13. Juli | Mauriz Schuster                     | österreichischer Klassischer Philologe und Gymnasiallehrer                       | 73    |       |
| 13. Juli | Ernst Stiefel                       | Schweizer Maler und Grafiker                                                     | 60    |       |
| 13. Juli | Wilhelm Wirth                       | deutscher Psychologe mit dem Spezialgebiet Psychophysik                          | 75    |       |
| 14. Juli | Albert Naumann                      | deutscher Fechter                                                                | 77    |       |
| 14. Juli | Max Raphael                         | deutscher Kunsthistoriker                                                        | 62    |       |
| 15. Juli | Maryse Bastié                       | französische Flugpionierin                                                       | 54    |       |
| 15. Juli | Hugo Dieterle                       | deutscher Apotheker und Lebensmittelchemiker                                     | 71    |       |
| 15. Juli | Norman Taber                        | US-amerikanischer Leichtathlet                                                   | 60    |       |
| 16. Juli | John Boles                          | US-amerikanischer Sportschütze                                                   | 64    |       |
| 17. Juli | Wassili Nikolajewitsch Platow       | lettischer Studienkomponist                                                      | 71    |       |
| 17. Juli | Charles Plisnier                    | belgischer Schriftsteller und Politiker                                          | 55    |       |
| 18. Juli | Johann Dürr                         | deutscher Politiker                                                              | 72    |       |
| 19. Juli | Elly Heuss-Knapp                    | deutsche Politikerin (DVP, FDP), MdL, Gründerin des Müttergenesungswerks         | 71    |       |
| 20. Juli | Ferdinand Lot                       | französischer Historiker                                                         | 85    |       |
| 21. Juli | Emilio Baldanello                   | italienischer Schauspieler                                                       | 50    |       |
| 21. Juli | Edwin Hoernle                       | deutscher Politiker (SPD, KPD), MdR, Pädagoge und Schriftsteller                 | 68    |       |
| 21. Juli | Ben W. Olcott                       | US-amerikanischer Politiker                                                      | 79    |       |
| 21. Juli | Pedro Lascuráin Paredes             | mexikanischer Politiker                                                          | 96    |       |
| 22. Juli | William Henry Beach                 | britischer Offizier                                                              | 81    |       |
| 22. Juli | Silvio Cator                        | haitianischer Leichtathlet                                                       | 51    |       |
| 22. Juli | Theodor Ehrhardt                    | deutscher Ingenieur und Industrieller                                            | 76    |       |
| 22. Juli | Antonio María Valencia              | kolumbianischer Komponist                                                        | 49    |       |
| 23. Juli | Willi Breest                        | deutscher Maler und Hochschullehrer                                              | 60    |       |
| 23. Juli | Carl von Cosel                      | deutsch-US-amerikanischer Radiologe                                              | 75    |       |
| 23. Juli | Wilhelm Ernst                       | deutscher Schachspieler                                                          | 46    |       |
| 23. Juli | Heinrich Mitteis                    | deutscher Rechtshistoriker                                                       | 62    |       |
| 23. Juli | J. Lincoln Newhall                  | US-amerikanischer Politiker                                                      | 82    |       |
| 23. Juli | Carl Severing                       | deutscher Politiker, MdR und Minister                                            | 77    |       |
| 23. Juli | Mehmet Ali Ülgen                    | türkischer Admiral                                                               |       |       |
| 23. Juli | Theodor Waßer                       | deutscher Architekt                                                              | 77    |       |
| 24. Juli | George Goschen, 2. Viscount Goschen | britischer Politiker (Conservative Party)                                        | 85    |       |
| 24. Juli | Richard Johansson                   | schwedischer Eiskunstläufer                                                      | 70    |       |
| 24. Juli | Elise von Keudell                   | deutsche Pädagogin                                                               |       |       |
| 25. Juli | Lasar Fjodorowitsch Bitscherachow   | russischer Offizier                                                              | 69    |       |
| 25. Juli | Arthur Grunenberg                   | deutscher Maler, Grafiker und Illustrator                                        | 72    |       |
| 25. Juli | Herbert Murrill                     | englischer Musiker                                                               | 43    |       |
| 26. Juli | Alfred P. Byrne                     | irischer Politiker                                                               |       |       |
| 26. Juli | Eva Perón                           | argentinische First Lady                                                         | 33    |       |
| 26. Juli | Oskar Primavesi                     | österreichischer Elektromaschinenbauer und Hochschullehrer                       | 78    |       |
| 27. Juli | Hermann Klenke                      | deutscher Schauspieler und Theaterdirektor                                       |       |       |
| 27. Juli | Henry Terry                         | britischer Cricketspieler                                                        | 83    |       |
| 28. Juli | Ludwig Doermer                      | deutscher Pädagoge und Landesschulrat                                            | 75    |       |
| 28. Juli | Meta Eyl                            | deutsche Theologin und Frauenrechtlerin                                          | 59    |       |
| 28. Juli | Brien McMahon                       | US-amerikanischer Politiker (Demokratische Partei)                               | 48    |       |
| 28. Juli | Friedrich Wilhelm Nolte             | deutscher Politiker (Deutsch Hannoversche Partei), MdR                           | 71    |       |
| 28. Juli | Medea Norsa                         | italienische Klassische Philologin und Papyrologin                               | 74    |       |
| 28. Juli | Jean Rougier                        | französischer Politiker (SFIO), Mitglied der Nationalversammlung                 | 67    |       |
| 29. Juli | Georg von Arnswaldt                 | deutscher Forstmann und Naturschützer                                            | 85    |       |
| 29. Juli | Charles Jehlinger                   | US-amerikanischer Schauspiellehrer                                               | 86    |       |
| 30. Juli | Jakob Gschwend                      | Schweizer Politiker (SP)                                                         | 70    |       |
| 30. Juli | Friedrich Hehr                      | deutscher Scharfrichter                                                          | 72    |       |
| 31. Juli | Waldemar Bonsels                    | deutscher Schriftsteller                                                         | 72    |       |
| 31. Juli | John Chancellor                     | britischer Offizier und Beamter der Kolonialverwaltung                           | 81    |       |
| 31. Juli | Hishikari Takashi                   | General der kaiserlich japanischen Armee                                         | 80    |       |
| 31. Juli | Eugen Püntener                      | Schweizer Bildhauer und Holzschneider                                            | 48    |       |
| 31. Juli | Carmelo Sgroi                       | italienischer Pädagoge, Romanist und Literaturkritiker                           | 59    |       |
| 31. Juli | Clara Viebig                        | deutsche Erzählerin                                                              | 92    |       |
| Juli     | Léon Molon                          | französischer Automobilrennfahrer und Flugpionier                                | 71    |       |

## August
| Tag        | Name                                 | Beruf, bekannt als                                                                            | Alter | Beleg |
| ---------- | ------------------------------------ | --------------------------------------------------------------------------------------------- | ----- | ----- |
| 1. August  | Don B. Colton                        | US-amerikanischer Politiker                                                                   | 75    |       |
| 1. August  | Rolf Geyling                         | österreichischer Ingenieur und Architekt                                                      | 68    |       |
| 1. August  | Andrew Jackson Higgins               | US-amerikanischer Bootskonstrukteur und Unternehmer                                           | 65    |       |
| 1. August  | Ingolf Kuntze                        | deutscher Schauspieler und Intendant                                                          | 62    |       |
| 2. August  | Johann Burianek                      | deutscher Widerstandskämpfer gegen die SED-Diktatur und Schauprozessopfer der DDR-Justiz      | 38    |       |
| 2. August  | Annie Sophie Cory                    | britische Schriftstellerin                                                                    | 83    |       |
| 2. August  | Jan Kuiler                           | niederländischer Architekt                                                                    | 69    |       |
| 2. August  | Karel Lamač                          | tschechischer Filmregisseur, Drehbuchautor und Schauspieler                                   | 55    |       |
| 2. August  | Johann Lemmerz                       | deutscher Konstrukteur und Unternehmer                                                        | 74    |       |
| 2. August  | J. Farrell MacDonald                 | US-amerikanischer Schauspieler und Regisseur                                                  | 77    |       |
| 2. August  | Hans Georg von Münchhausen           | deutscher Verwaltungsbeamter und Rittergutsbesitzer                                           | 74    |       |
| 2. August  | Camille Perreau                      | französischer Politiker                                                                       | 86    |       |
| 2. August  | Joseph Schnetz                       | deutscher Philologe                                                                           | 78    |       |
| 3. August  | Else Frobenius                       | deutsche Journalistin und politische Lobbyistin                                               | 77    |       |
| 3. August  | Paul von Kügelgen                    | russisch-deutscher Journalist und Übersetzer                                                  | 77    |       |
| 3. August  | Even Ulving                          | norwegischer Maler                                                                            | 88    |       |
| 4. August  | Wilhelm von Nathusius                | deutscher Verwaltungsjurist                                                                   | 59    |       |
| 4. August  | Friedrich Schlageter                 | deutscher SA-Führer                                                                           | 52    |       |
| 5. August  | Ida Hoff                             | Schweizer Ärztin und Frauenrechtlerin                                                         | 72    |       |
| 5. August  | Francis Pegahmagabow                 | kanadischer Soldat                                                                            | 61    |       |
| 5. August  | Richard Woldt                        | deutscher Hochschullehrer und Politiker                                                       | 74    |       |
| 6. August  | Karl Gföller                         | österreichischer Politiker (SPÖ), Abgeordneter zum Nationalrat                                | 61    |       |
| 6. August  | Richard Charles Mills                | australischer Wirtschaftswissenschaftler                                                      | 66    |       |
| 7. August  | Friedrich Denzel                     | badischer Beamter                                                                             | 65    |       |
| 7. August  | Bruno Dreßler                        | deutscher Schriftsetzer, Verleger und Gründer der Buchgemeinschaft Büchergilde Gutenberg      | 73    |       |
| 07. August | Alfred Rüttiger                      | deutscher Verwaltungsjurist                                                                   | 59    |       |
| 7. August  | Richard Sichler                      | deutscher Unternehmer und Mäzen                                                               | 76    |       |
| 7. August  | Oscar Weber                          | Schweizer Unternehmer                                                                         | 83    |       |
| 8. August  | Kurt Graebe                          | deutscher Politiker, Mitglied des Sejm und Offizier                                           | 78    |       |
| 8. August  | Oskar Obier                          | deutscher Impressionist                                                                       | 75    |       |
| 8. August  | Adolph Alexander Weinman             | US-amerikanischer Bildhauer; Gestalter des Walking-Liberty-Motivs                             | 81    |       |
| 9. August  | Victor Barnowsky                     | deutscher Schauspieler, Theaterregisseur und Theaterleiter                                    | 76    |       |
| 9. August  | Olga Della-Vos-Kardowskaja           | russische bzw. sowjetische Malerin                                                            | 76    |       |
| 9. August  | Bartholomäus Koßmann                 | deutscher Politiker (Zentrum, CVP), MdR, MdL                                                  | 68    |       |
| 9. August  | Hermann Lindemann                    | deutscher Jurist und Kommunalpolitiker                                                        | 72    |       |
| 11. August | Albrecht Büsing                      | deutscher Pädagoge und Politiker (DVP), MdL                                                   | 67    |       |
| 11. August | Elisabeth Dicke                      | deutsche Krankengymnastin                                                                     | 68    |       |
| 11. August | Johannes Goebel                      | deutscher Chemiker                                                                            | 60    |       |
| 11. August | Riccardo Martin                      | US-amerikanischer Tenor                                                                       | 77    |       |
| 11. August | Max Stein                            | deutscher Unternehmer und Bibliophiler                                                        |       |       |
| 12. August | David Bergelson                      | jiddischer Schriftsteller                                                                     | 68    |       |
| 12. August | Itzik Feffer                         | jiddischer Dichter in der Sowjetunion                                                         | 51    |       |
| 12. August | David Hofstein                       | russischer Schriftsteller                                                                     | 63    |       |
| 12. August | Leib Kwitko                          | jiddischsprachiger Autor und Dramatiker                                                       | 61    |       |
| 12. August | David John Lewis                     | US-amerikanischer Politiker                                                                   | 83    |       |
| 12. August | Solomon Abramowitsch Losowski        | sowjetischer Staats- und Gewerkschaftsfunktionär                                              | 74    |       |
| 12. August | Richard Otto                         | deutscher Mediziner und Hochschullehrer                                                       | 79    |       |
| 12. August | Tschajka Watenberg-Ostrowskaja       | russisches Mitglied des Jüdischen Antifaschistischen Komitees (JAFK)                          |       |       |
| 13. August | Frederick de Jersey Clere            | neuseeländischer Architekt, vorzugsweise in der Kunst des Kirchenbaus tätig                   | 96    |       |
| 13. August | Karl Alfred Friedrich                | preußischer Bürgermeister und Landrat                                                         | 84    |       |
| 13. August | Wilm Hosenfeld                       | deutscher Offizier                                                                            | 57    |       |
| 14. August | William N. Haskell                   | US-amerikanischer Offizier, Mitarbeiter der American Relief Administration                    | 74    |       |
| 14. August | David-Zwi Pinkas                     | israelischer Politiker und Minister                                                           | 56    |       |
| 14. August | Richard Wintzer                      | deutscher Maler, Illustrator, Komponist und Schriftsteller                                    | 86    |       |
| 15. August | Richard Adamík                       | tschechischer Arzt und Moralidealist                                                          | 85    |       |
| 15. August | Armida Barelli                       | italienische katholische Aktivistin                                                           | 69    |       |
| 15. August | Arthur Boehm-Tettelbach              | deutscher Offizier, Rechtsextremist und Honorarprofessor                                      | 77    |       |
| 15. August | Dora Diamant                         | polnische Jüdin, letzte Lebensgefährtin von Franz Kafka                                       | 54    |       |
| 15. August | Jesse Thoor                          | deutscher Schriftsteller                                                                      | 47    |       |
| 16. August | Philipp Auerbach                     | deutscher Politiker (DDP, SPD), Staatskommissar und Opfer des Antisemitismus                  | 45    |       |
| 16. August | Joseph Calmette                      | französischer Mittelalterhistoriker                                                           | 78    |       |
| 16. August | Lydia Field Emmet                    | US-amerikanische Malerin                                                                      | 86    |       |
| 16. August | Bernard Karfiol                      | US-amerikanischer Maler                                                                       | 66    |       |
| 16. August | Fritz König                          | deutscher Chirurg und Hochschullehrer                                                         | 86    |       |
| 16. August | Hans Sauerwein                       | deutscher Fußballtrainer                                                                      | 49    |       |
| 16. August | Philipp Schaefer                     | deutscher Architekt                                                                           | 67    |       |
| 16. August | Wilhelm Ströbel                      | deutscher Politiker und Hochschullehrer                                                       | 81    |       |
| 17. August | Dick Bergström                       | schwedischer Segler                                                                           | 66    |       |
| 18. August | Alfred William Abdey                 | britischer Organist, Pianist, Chorleiter, Musikpädagoge und Komponist                         | 76    |       |
| 18. August | Georg Benedikt                       | deutscher Landwirt und Mitglied des Bayerischen Senats                                        | 61    |       |
| 18. August | Henry Expert                         | französischer Musikwissenschaftler                                                            | 89    |       |
| 18. August | Alfred Franke-Gricksch               | deutscher Politiker (NSDAP), SS-Führer                                                        | 45    |       |
| 18. August | Edmund von Gayer                     | österreichischer Polizeipräsident und Innenminister                                           | 91    |       |
| 18. August | Alberto Hurtado                      | chilenischer Jesuit und Heiliger der katholischen Kirche                                      | 51    |       |
| 18. August | Grete Ring                           | deutsche Kunsthistorikerin und Galeristin                                                     | 65    |       |
| 19. August | Moritz Cramer                        | deutscher Nationalsozialist                                                                   | 55    |       |
| 19. August | Hety Thier                           | Malerin und Illustratorin                                                                     | 32    |       |
| 19. August | Marie Johanna Weiss                  | US-amerikanische Mathematikerin und Hochschullehrerin                                         | 48    |       |
| 19. August | Kunibert Zimmeter                    | österreichischer Heimatschützer und Kunstschriftsteller                                       | 79    |       |
| 20. August | Gustav Köhler                        | deutscher Politiker (KPD), MdL Württemberg                                                    | 66    |       |
| 20. August | Jitzchak Sadeh                       | israelischer General                                                                          | 62    |       |
| 20. August | Kurt Schumacher                      | deutscher Politiker, MdR, MdB                                                                 | 56    |       |
| 21. August | Frankie Conley                       | US-amerikanischer Boxer                                                                       | 61    |       |
| 21. August | Hanns Fischer                        | deutscher Schauspieler                                                                        | 87    |       |
| 21. August | Gustav Keppeler                      | deutscher Chemiker und Hochschullehrer an der Technischen Hochschule Hannover                 | 76    |       |
| 21. August | Élisabeth de Riquet de Caraman       | Pariser Dame der Gesellschaft                                                                 | 92    |       |
| 21. August | William G. Stigler                   | US-amerikanischer Politiker                                                                   | 61    |       |
| 22. August | Hiranuma Kiichirō                    | 35. Premierminister von Japan                                                                 | 84    |       |
| 22. August | Andreas Koch                         | deutscher Jurist und Politiker                                                                | 81    |       |
| 22. August | Walther Kunze                        | deutscher Bauingenieur                                                                        | 62    |       |
| 22. August | Hociel Thomas                        | US-amerikanische Blues- und Jazzmusikerin                                                     | 48    |       |
| 23. August | Richard Wilhelm Gottlieb Faltin      | finnischer Medizinprofessor und Chirurg                                                       | 84    |       |
| 23. August | Eberhard von Gemmingen               | württembergischer Rittmeister, Reichsritter des Johanniterordens                              | 68    |       |
| 23. August | Frederic G. Kenyon                   | britischer Historiker und Paläograph                                                          | 89    |       |
| 23. August | Géza Kiss                            | ungarischer Schwimmer, Sportfunktionär und -journalist                                        | 69    |       |
| 24. August | Erich Bollert                        | deutscher Jurist und Ministerialbeamter                                                       | 69    |       |
| 24. August | Hans Helwig                          | SS-Brigadeführer, KZ-Kommandant                                                               | 70    |       |
| 26. August | Willi Depenau                        | deutscher Bühnenbildner und Filmarchitekt                                                     | 68    |       |
| 26. August | Cläre Lotto                          | deutsche Tänzerin und Schauspielerin                                                          | 58    |       |
| 26. August | Eduard Lyonel Wehner                 | deutscher Architekt                                                                           | 73    |       |
| 27. August | Armand Gagnier                       | kanadischer Klarinettist und Dirigent                                                         | 57    |       |
| 27. August | Ernest Loney                         | britischer Mittelstrecken- und Crossläufer                                                    | 69    |       |
| 27. August | Corliss Palmer                       | US-amerikanisches Model und Stummfilmschauspielerin                                           | 53    |       |
| 28. August | Lawrentija Harasymiw                 | seliggesprochene Nonne der ukrainischen griechisch-katholischen Kirche                        | 40    |       |
| 28. August | Bernhard Lösener                     | deutscher Jurist                                                                              | 61    |       |
| 28. August | Wilhelm Meinardus                    | deutscher Geograph                                                                            | 85    |       |
| 28. August | Paul Rabe                            | deutscher Chemiker                                                                            | 83    |       |
| 28. August | Lamar Trotti                         | US-amerikanischer Drehbuchautor und Filmproduzent                                             | 51    |       |
| 29. August | Euphrasia vom Heiligsten Herzen Jesu | indische Karmelitin und Heilige                                                               | 74    |       |
| 29. August | Franz Gerauer                        | deutscher Landwirt und Politiker (BVP), MdR                                                   | 83    |       |
| 29. August | Wilhelm Krauel                       | deutscher Schriftsteller                                                                      | 75    |       |
| 29. August | Anton Piëch                          | österreichischer Unternehmer                                                                  | 57    |       |
| 29. August | James Morgan Walsh                   | australischer Schriftsteller                                                                  | 55    |       |
| 29. August | Carl Witzmann                        | österreichischer Architekt des Jugendstils                                                    | 68    |       |
| 30. August | Martin Albrecht                      | deutscher Politiker (NSDAP), MdR, Oberbürgermeister von Frankfurt (Oder)                      | 58    |       |
| 30. August | Julius Bergmann                      | deutscher SA-Führer und verurteilter Mörder                                                   | 58    |       |
| 30. August | Arnold Lippschitz                    | deutsch-amerikanischer Drehbuchautor                                                          | 51    |       |
| 30. August | Emil Nitz                            | deutscher Kapo im KZ Neuengamme                                                               | 64    |       |
| 31. August | Ernst Busse                          | deutscher Politiker (KPD), MdR, Leiter des Internationalen Häftlingskomitees im KZ Buchenwald | 54    |       |
| 31. August | James G. Connolly                    | US-amerikanischer Politiker                                                                   | 66    |       |
| 31. August | Alice von Mülinen                    | Schweizer Dichterin                                                                           |       |       |
| 31. August | Jim Rigsby                           | US-amerikanischer Automobilrennfahrer                                                         | 29    |       |
| 31. August | Gerhard Sedlmayr                     | Flugpionier und Unternehmer                                                                   | 61    |       |
| August     | Perez Markisch                       | jiddischsprachiger Autor                                                                      |       |       |
| August     | Heinrich Riso                        | deutscher Fußballspieler                                                                      | 70    |       |
| August     | Rudolf Schlauf                       | österreichischer Fußballspieler                                                               | 42    |       |
| 16. August | Hans Sauerwein                       | deutscher Fußballtrainer                                                                      | 49    |       |

## September
| Tag           | Name                              | Beruf, bekannt als                                                                                              | Alter | Beleg |
| ------------- | --------------------------------- | --- | ----- | ----- |
| 1. September  | Josef Nikolaus Geis               | deutscher Graphiker                                                                                             | 60    |       |
| 1. September  | Emil Issler                       | elsässischer Botaniker und Lehrer                                                                               | 79    |       |
| 1. September  | Kosugi Tengai                     | japanischer Schriftsteller                                                                                      | 86    |       |
| 1. September  | Herbert Peiper                    | deutscher Chirurg und Hochschullehrer                                                                           | 61    |       |
| 1. September  | Iosif Ranghe?                     | rumänischer Politiker (PCR)                                                                                     | 48    |       |
| 2. September  | Jan van Beek                      | niederländischer Fußballspieler                                                                                 | 71    |       |
| 2. September  | Viktor Meyer-Eckhardt             | deutscher Schriftsteller                                                                                        | 62    |       |
| 2. September  | Hans von Rosen                    | schwedischer Springreiter                                                                                       | 64    |       |
| 3. September  | Erna Alberty                      | deutsche Schauspielerin                                                                                         | 66    |       |
| 3. September  | Einar Rothman                     | schwedischer Geher                                                                                              | 64    |       |
| 3. September  | Antti Tulenheimo                  | finnischer Rechtswissenschaftler, Politiker, Mitglied des Reichstags und Ministerpräsident                      | 72    |       |
| 4. September  | Carlo Sforza                      | italienischer Politiker                                                                                         | 80    |       |
| 5. September  | Johannes Geisler                  | Bischof von Brixen                                                                                              | 70    |       |
| 5. September  | Lilith Lang                       | Tochter der Frauenrechtlerin Marie Lang, Modell des Künstlers Oskar Kokoschka und Mutter des Wissenschaftler... | 61    |       |
| 5. September  | Hugh Macmillan, Baron Macmillan   | britischer Jurist                                                                                               | 79    |       |
| 5. September  | Franz Odermatt                    | Schweizer Beamter, Politiker und Schriftsteller                                                                 | 85    |       |
| 5. September  | Ferdinand Pelikán                 | tschechischer Philosoph                                                                                         | 67    |       |
| 5. September  | Boardman Robinson                 | kanadisch-amerikanischer Zeichner, Karikaturist und Maler                                                       | 75    |       |
| 6. September  | José Vicente de Freitas           | portugiesischer General, Politiker und Ministerpräsident                                                        | 83    |       |
| 6. September  | Georg Heine                       | deutscher Maler                                                                                                 | 74    |       |
| 6. September  | Wolfgang Kaiser                   | deutsches Mitglied der Kampfgruppe gegen Unmenschlichkeit, in der DDR hingerichtet                              | 28    |       |
| 6. September  | Gertrude Lawrence                 | britisch-dänische Film- und Broadway-Schauspielerin                                                             | 54    |       |
| 6. September  | William Ewart Napier              | US-amerikanischer Schachmeister englischer Herkunft                                                             | 71    |       |
| 6. September  | Hermann Stieve                    | deutscher Anatom und Histologe                                                                                  | 66    |       |
| 7. September  | Marion Gilchrist                  | schottisch-britische Ärztin und Aktivistin für das Frauenwahlrecht                                              | 88    |       |
| 7. September  | Josef Marek                       | ungarischer Tierarzt                                                                                            | 84    |       |
| 7. September  | Alexander Popovich                | österreichischer Fußballspieler                                                                                 | 61    |       |
| 7. September  | Emil Zimmermann                   | deutscher Generalleutnant                                                                                       | 75    |       |
| 8. September  | William F. Lamb                   | US-amerikanischer Architekt                                                                                     | 68    |       |
| 9. September  | Carl Anton Vincens Dolezalek      | Bauingenieur Hochschullehrer an Universität Hannover                                                            | 82    |       |
| 9. September  | Carl Emanuel Knorr                | deutscher Unternehmer der Nahrungsmittelindustrie                                                               | 71    |       |
| 9. September  | Ernst Maxon                       | deutscher Mediziner                                                                                             | 85    |       |
| 9. September  | Issaak Abramowitsch Mendelewitsch | russischer Bildhauer                                                                                            | 64    |       |
| 10. September | Sergei Michailowitsch Kolesnikow  | russischer Maler, Zeichner und Grafiker                                                                         | 63    |       |
| 11. September | Norman Haire                      | australisch-britischer Mediziner und Sexualreformer                                                             | 60    |       |
| 11. September | Robert Lauterborn                 | deutscher Hydrobiologe, Zoologe, Botaniker und Wissenschaftshistoriker                                          | 82    |       |
| 11. September | Frank Norman Wilson               | US-amerikanischer Kardiologe                                                                                    | 61    |       |
| 12. September | Philipp Ellinger                  | deutscher Pharmakologe                                                                                          | 65    |       |
| 12. September | Sawai Gandharva                   | indischer Sänger, Schauspieler und Musikpädagoge                                                                | 66    |       |
| 12. September | Herbert Gernot                    | deutscher Schauspieler und Spielleiter                                                                          | 57    |       |
| 12. September | René Grousset                     | französischer Historiker, Orientalist und Kunsthistoriker                                                       | 67    |       |
| 12. September | Walter Klein                      | deutscher Hochschullehrer und Heimatforscher                                                                    | 75    |       |
| 12. September | Juri Alexandrowitsch Krutkow      | russischer Physiker                                                                                             | 62    |       |
| 12. September | Paul Woenne                       | deutscher Kunstgewerbelehrer                                                                                    | 71    |       |
| 13. September | Stefan Baley                      | polnischer Psychologe, Arzt und Pädagoge                                                                        | 67    |       |
| 13. September | Friedrich Bothe                   | deutscher Lehrer und Historiker                                                                                 | 83    |       |
| 13. September | Wilhelm Hartnacke                 | deutscher Pädagoge und Minister für Volksbildung von Sachsen                                                    | 73    |       |
| 13. September | Hermann Hummel                    | deutscher Chemiker, Pädagoge, MdR, Staatspräsident der Republik Baden                                           | 76    |       |
| 13. September | Gustav Kleikamp                   | deutscher Marineoffizier, zuletzt Vizeadmiral im Zweiten Weltkrieg                                              | 56    |       |
| 13. September | Friedrich Peine                   | deutscher Politiker, MdR                                                                                        | 80    |       |
| 14. September | Robert Crawshaw                   | britischer Schwimmer und Wasserballspieler                                                                      | 83    |       |
| 14. September | Alexander Xaver Gwerder           | Schweizer Schriftsteller                                                                                        | 29    |       |
| 14. September | John McPhee                       | australischer Politiker                                                                                         | 74    |       |
| 15. September | Desmond Chapman-Huston            | englisch-irischer Autor und Publizist                                                                           | 68    |       |
| 15. September | Josef Dürnegger                   | deutscher Heimatforscher und katholischer Theologe                                                              | 82    |       |
| 15. September | Anton Eder                        | österreichischer Politiker, Bürgermeister von Innsbruck                                                         | 84    |       |
| 15. September | Ernst Heinrich Lange              | deutscher Unternehmer und Verlagsbuchhändler                                                                    | 75    |       |
| 15. September | Anton Ofenböck                    | österreichischer Politiker, Mitglied des Bundesrates                                                            | 78    |       |
| 15. September | Emil Perk                         | deutscher Rennstallbesitzer                                                                                     | 59    |       |
| 15. September | Hugo Raudsepp                     | estnischer Schriftsteller und Dramatiker                                                                        | 69    |       |
| 16. September | Fructuosa Gerstmayer              | deutsche römisch-katholische Ordensfrau, Missionarin und Märtyrin                                               | 54    |       |
| 16. September | Erik Lindén                       | schwedischer Segler                                                                                             | 72    |       |
| 16. September | Louis Ralph                       | österreichischer Schauspieler und Filmregisseur                                                                 | 74    |       |
| 16. September | Friedrich Stratmann               | deutscher Landespolitiker in Mecklenburg                                                                        | 77    |       |
| 16. September | Vesta Tilley                      | britische Sängerin und Schauspielerin                                                                           | 88    |       |
| 17. September | Josef Büsser                      | Schweizer Bildhauer                                                                                             | 56    |       |
| 17. September | Gottfried Frey                    | deutscher Hygieniker, Ministerialbeamter und Schriftsteller                                                     | 81    |       |
| 17. September | Fred Sauer                        | österreichischer Schauspieler, Regisseur und Drehbuchautor                                                      | 65    |       |
| 17. September | Jaap Speyer                       | niederländischer Filmregisseur                                                                                  | 60    |       |
| 18. September | Frances Alda                      | neuseeländische Opernsopranistin                                                                                | 73    |       |
| 18. September | Hippolyte Daeye                   | belgischer Maler                                                                                                | 79    |       |
| 18. September | Wilhelm Renner                    | deutscher Manager                                                                                               | 62    |       |
| 18. September | Lars Israel Wahlman               | schwedischer Architekt                                                                                          | 82    |       |
| 18. September | Giuseppe Zoppi                    | Schweizer Philologe und Literaturkritiker                                                                       | 56    |       |
| 19. September | Gus Dillon                        | kanadischer Lacrossespieler                                                                                     | 69    |       |
| 19. September | Charlotte von Reichenau           | deutsche Volkswirtin, Haushaltswissenschaftlerin und Hochschullehrerin                                          | 62    |       |
| 19. September | John S. Snook                     | US-amerikanischer Politiker                                                                                     | 89    |       |
| 20. September | Otto Bernhard                     | deutscher Politiker (NSDAP, SRP), MdBB                                                                          | 72    |       |
| 20. September | Lewis Preston Collins             | US-amerikanischer Politiker                                                                                     | 55    |       |
| 20. September | Wilhelm Eggers                    | deutscher Lehrer, Stadtschulrat und Senator in Hannover                                                         | 85    |       |
| 20. September | Eugenio Giannini                  | US-amerikanischer Mobster                                                                                       | 42    |       |
| 20. September | Siegfried Hoffheinz               | deutscher Chirurg, Hochschullehrer und Sanitätsoffizier                                                         | 60    |       |
| 20. September | Bill Schindler                    | US-amerikanischer Automobilrennfahrer                                                                           | 43    |       |
| 20. September | T. Wayland Vaughan                | US-amerikanischer Geologe, Meeresbiologe und Paläontologe                                                       | 82    |       |
| 21. September | Roland H. Hartley                 | US-amerikanischer Politiker                                                                                     | 88    |       |
| 21. September | Percy Lindsay                     | australischer Maler                                                                                             | 82    |       |
| 21. September | Frank Luptow                      | US-amerikanischer Automobilrennfahrer                                                                           | 46    |       |
| 21. September | Dietrich Wortmann                 | deutscher Ringer                                                                                                | 68    |       |
| 22. September | Ernst Manzke                      | deutscher Politiker (DNVP), MdR                                                                                 | 74    |       |
| 22. September | George Passmore                   | US-amerikanischer Lacrossespieler                                                                               | 63    |       |
| 22. September | Kaarlo Juho Ståhlberg             | erster Präsident Finnlands, Mitglied des Reichstags                                                             | 87    |       |
| 22. September | George Tomlinson                  | britischer Politiker (Labour Party), Unterhausabgeordneter und Minister                                         | 62    |       |
| 23. September | Karel Hoffmeister                 | tschechischer Pianist, Musikwissenschaftler und -pädagoge                                                       | 83    |       |
| 24. September | Michael Nairn                     | schottischer Unternehmer und Produzent für Baumwollwaren und Bodenbeläge                                        | 78    |       |
| 24. September | Norbert Wallez                    | belgischer Journalist und Pfarrer                                                                               | 69    |       |
| 25. September | Josef Bergmann                    | deutscher Kirchenmaler                                                                                          | 63    |       |
| 25. September | Tatiana Grigorovici               | marxistische Ökonomin (Austromarxismus)                                                                         | 75    |       |
| 25. September | Gustav Hoffmann                   | deutscher Pfarrer und Historiker                                                                                | 77    |       |
| 25. September | Charles H. Leavy                  | US-amerikanischer Politiker                                                                                     | 68    |       |
| 25. September | Jan Vesters                       | niederländischer Journalist und Chefredakteur                                                                   | 83    |       |
| 26. September | George Ducker                     | kanadischer Fußballspieler                                                                                      | 80    |       |
| 26. September | Johan Pettersson                  | finnischer Leichtathlet                                                                                         | 68    |       |
| 26. September | Werner Sanne                      | deutscher Generalleutnant im Zweiten Weltkrieg                                                                  | 63    |       |
| 26. September | George Santayana                  | spanischer Philosoph und Schriftsteller                                                                         | 88    |       |
| 27. September | Frederick Hird                    | US-amerikanischer Sportschütze                                                                                  | 72    |       |
| 27. September | Adalbero Raffelsberger            | österreichischer Benediktinermönch und katholischer Theologe                                                    | 45    |       |
| 27. September | Josef Riggauer                    | deutscher Politiker, MdR                                                                                        | 73    |       |
| 27. September | Ernst Seydl                       | Weihbischof in Wien                                                                                             | 79    |       |
| 28. September | Wilhelm Karmann                   | deutscher Unternehmer                                                                                           | 81    |       |
| 28. September | Andrew Petersen                   | US-amerikanischer Politiker                                                                                     | 82    |       |
| 28. September | Franz Ströbele                    | deutscher Landwirt, Präsident des Bauernverbandes Württemberg-Baden                                             | 73    |       |
| 29. September | Henri Chamard                     | französischer Romanist und Literaturwissenschaftler                                                             | 85    |       |
| 29. September | John R. Cobb                      | britischer Automobilrennfahrer                                                                                  | 52    |       |
| 29. September | Clifford Hugh Douglas             | britischer Wirtschaftstheoretiker, Ingenieur                                                                    | 73    |       |
| 29. September | Axel Juncker                      | deutscher Verleger                                                                                              | 82    |       |
| 29. September | Chauncey B. Little                | US-amerikanischer Politiker                                                                                     | 75    |       |
| 29. September | Paul Ondrusch                     | deutscher Bildhauer                                                                                             | 77    |       |
| 29. September | Carl Wentzel                      | deutscher Regattasegler                                                                                         | 56    |       |
| 30. September | Waldorf Astor, 2. Viscount Astor  | britischer Peer und Politiker                                                                                   | 73    |       |
| 30. September | Linton Harry Foulds               | britischer Botschafter                                                                                          | 55    |       |
| 30. September | Beattie Ramsay                    | kanadischer Eishockeyspieler, -trainer und -schiedsrichter                                                      | 56    |       |
| September     | Hela Sander                       | deutsche Schriftstellerin                                                                                       | 73    |       |